# Любин, Лиор
Лиор Любин (ивр. ליאור ליובין‎; 19 сентября 1977, Цфат — 22 января 2024) — израильский профессиональный баскетболист и баскетбольный тренер. Как игрок — чемпион Израиля 2003 года в составе «Маккаби» (Тель-Авив), неоднократный призёр чемпионата Израиля и чемпионата Украины, игрок национальной сборной Израиля. В качестве помощника тренера участвовал в завоевании титула чемпионов Израиля клубом «Хапоэль» (Гильбоа-Верхняя Галилея) в 2010 году и званий чемпионов Греции и обладателей Кубка Греции клубом «Панатинаикос» в 2021 году, как главный тренер приводил клубы «Хапоэль» (Гильбоа-Верхняя Галилея) и «Хапоэль» (Беэр-Шева) к победам в Балканской лиге. В 2014—2017 годах помощник тренера национальной сборной.

## Игровая карьера
Лиор Любин начал играть в баскетбол в Рамат-Гане и в сезоне 1994/1995 привёл сборную рамат-ганской средней школы «Блих» к званию чемпионов Израиля среди школьников. Любин начал профессиональную игровую карьеру в клубе второго израильского дивизиона «Маккаби» (Петах-Тиква) и после двух сезонов в этой команде перешёл в городскую команду Рамат-Гана, выступавшую в высшем эшелоне израильского баскетбола. За Рамат-Ган он выступал пять лет, в сезоне 1998/1999 был назван «открытием года», а в следующем сезоне стал лидером лиги по результативным передачам. В 1999 году был впервые приглашён в национальную сборную Израиля.
В составе рамат-ганского клуба Любин три года подряд выступал в Кубке Корача, в 2002 году дойдя с ним до четвертьфинала. В этом же сезоне рамат-ганская команда завоевала серебряные медали чемпионата Израиля, проиграв в финальной серии лидерам израильского баскетбола — клубу «Маккаби» (Тель-Авив). По окончании сезона Любин перешёл в «Маккаби», в составе которого в 2003 году стал чемпионом Израиля. В январе 2003 года Любин провёл свой самый успешный матч за сборную Израиля: на групповом отборочном этапе чемпионата Европы, в котором израильтянам была необходима победа с разницей в 23 очка над сборной Румынии, Любин как раз и набрал 23 очка, а его команда победила с общим разрывом в 28 очков. Несмотря на это, тренер сборной Мули Кацорин через полгода не включил Любина в состав команды на игры финальной части чемпионата Европы после ряда неудачных товарищеских матчей.
По окончании сезона в «Маккаби», где играл на вторых ролях, Любин перешёл в состав постоянного городского соперника чемпионов — клуба «Хапоэль» (Тель-Авив). В «Хапоэле» он снова стал одним из ведущих игроков и внёс существенный вклад в две победы своего нового клуба над «Маккаби» в регулярном сезоне. «Хапоэль» окончил год в ранге вице-чемпионов Израиля, а в Евролиге ФИБА дошёл до полуфинала. На следующий год Любин перешёл в состав чемпионов Украины, клуба «Азовмаш», сумма контракта с которым составила 370 тысяч долларов в год.
В составе «Азовмаша» Любин завоевал серебряные медали чемпионата Украины в сезоне 2004/2005, а также успешно выступил в Евролиге ФИБА, где дошёл до четвертьфинала. Там клуб Любина уступил будущим победителям турнира, команде «Динамо» (Санкт-Петербург), а сам израильтянин был включён в состав сборной Европы на матч всех звёзд Евролиги ФИБА. Сезон 2005/2006, однако, у Любина получился неудачным, и в феврале 2006 года он покинул «Азовмаш», окончив сезон в составе греческого клуба «Аполлон» (Патрас).
Летом 2006 года Любин после трёхлетнего перерыва вернулся в состав сборной Израиля, приняв участие в отборочном турнире чемпионата Европы. Он начал сезон 2007/2008 в составе болгарского клуба ЦСКА (София), но из-за травмы не сумел его доиграть и завершил после этого игровую карьеру. В профиле Любина на израильском баскетбольном портале «Сафсаль» его называют одним из лучших в Израиле специалистов по перехватам, отличным пасующим и специалистом по проходам под кольцо и штрафным броскам, способным также работать на подборах, несмотря на небольшой рост.

## Статистика выступлений

### Чемпионат Европы
| Чемпионат Европы 2001                                                                   | 3 | 17,7 | 5/14 | 35,7 | 4/11 | 36,4 | 1/3 | 33,3 | 9/11 | 81,8 | 0,3 | 2,3 | 2,7 | 1,7 | 1,0 | 3,7 | 0 | 3,7 | 20 | 6,7 |
| Наведите курсор мыши на аббревиатуры в заголовке таблицы, чтобы прочесть их расшифровку |   |      |      |      |      |      |     |      |      |      |     |     |     |     |     |     |   |     |    |     |

### Европейские кубковые турниры
| Кубок Корача 1999/2000                                                                  | 10 | 28,7 | 24/50   | 48,0 | 20/38  | 52,6 | 4/12  | 33,3 | 35/38 | 92,1 | 0,2 | 2,0 | 2,2 | 4,5 | 2,3 | 3,2 | 0,1 | 2,6 | 87  | 8,7  |
| Кубок Корача 2000/2001                                                                  | 9  | 28,1 | 52/90   | 57,8 | 47/78  | 60,3 | 5/12  | 41,7 | 27/33 | 81,8 | 0,6 | 1,9 | 2,4 | 2,7 | 2,2 | 2,2 | 0,4 | 2,7 | 136 | 15,1 |
| Кубок Корача 2001/2002                                                                  | 11 | 31,6 | 42/83   | 50,6 | 34/57  | 59,6 | 8/26  | 30,8 | 41/48 | 85,4 | 0,1 | 2,7 | 2,8 | 4,1 | 2,6 | 2,3 | 0,1 | 2,6 | 133 | 12,1 |
| Евролига УЛЕБ 2002/2003                                                                 | 11 |      |         |      | 9/18   | 50,0 | 2/4   | 50,0 | 8/12  | 66,7 |     |     | 0,5 | 1,4 |     | 0,5 | 0   |     | 32  | 2,9  |
| Евролига ФИБА 2003/2004                                                                 | 20 | 27,5 | 66/131  | 50,4 | 50/94  | 53,2 | 16/37 | 43,2 | 47/59 | 79,7 | 0,4 | 1,8 | 2,2 | 3,7 | 1,9 | 1,6 | 0,5 | 3,3 | 195 | 9,8  |
| Евролига ФИБА 2004/2005                                                                 | 19 | 34,3 | 103/205 | 50,2 | 76/131 | 58,0 | 27/74 | 36,5 | 64/88 | 72,7 | 0,4 | 3,3 | 3,7 | 4,8 | 2,4 | 2,0 | 0,2 | 2,1 | 297 | 15,6 |
| Кубок Европы ФИБА 2005/2006                                                             | 11 | 25,5 | 20/52   | 38,5 | 14/27  | 51,9 | 6/25  | 24,0 | 14/20 | 70,0 | 1,0 | 2,3 | 3,3 | 2,6 | 1,8 | 1,8 | 0   | 2,0 | 60  | 5,5  |
| Наведите курсор мыши на аббревиатуры в заголовке таблицы, чтобы прочесть их расшифровку |    |      |         |      |        |      |       |      |       |      |     |     |     |     |     |     |     |     |     |      |

## Тренерская карьера
В сезоне 2008/2009 Любин рисоединился к тренерскому составу «Хапоэля» (Гильбоа-Верхняя Галилея), возглавляемому Одедом Каташем. Он работал в качестве помощника Каташа на протяжении двух лет и выиграл вместе с ним и «Хапоэлем» чемпионат Израиля в 2010 году. После этого Каташ перешёл в иерусалимский «Хапоэль», а Любин занял его место на посту главного тренера в Верхней Галилее.
Любин оставался главным тренером команды из Кфар-Блюма на протяжении трёх сезонов. За это время он ещё раз вывел свой клуб в финал чемпионата Израиля и дважды выигрывал с ним Балканскую лигу.
В 2013 году Любин расстался с галилейским клубом и перешёл в «Хапоэль» (Холон), главный тренер которого Дан Шамир был приглашён помощником главного тренера в московский ЦСКА. Он покинул холонский клуб, не окончив сезон, и летом 2014 года был назначен помощником главного тренера сборной Израиля Эреза Эдельштейна. В 2016 году Любин был назначен помощником главного тренера тель-авивского «Маккаби», куда Эдельштейн перешёл как главный тренер.
Во второй половине сезона 2020/2021 был помощником Одеда Каташа, тренировавшего греческий «Панатинаикос». Команда выиграла чемпионат и Кубок Греции, но неудачно выступила в Евролиге и в конце сезона рассталась с израильскими тренерами. В дальнейшем тренировал клуб «Ирони» (Нес-Циона), а в июне 2022 года был назначен главным тренером команды «Хапоэль» (Беэр-Шева). Выиграл с этим клубом Балканскую лигу (первый титул в истории команды), в сезоне 2022/2023 вывел его в плей-офф чемпионата Израиля с 8-го места, но там команда проиграла тель-авивскому «Маккаби».
В ноябре 2023 года подал в отставку с поста тренера «по личным обстоятельствам». Умер в январе 2024 года в возрасте 46 лет от рака, похоронен на кладбище Кидмат-Цви на Голанских высотах.